# Nuestra Señora de la Visitación
Il galeone  Nuestra Señora de la Visitación, fu un galeone della Armada Española catturato dai francesi nel 1638 ed incendiato dai britannici a Tolone nel 1650.

## Storia
Il 5 aprile 1633 il Regno di Galizia e il re di Spagna Filippo IV firmarono un contratto per la costruzione di una nuova squadra navale galiziana formata da  8 galeoni e 1 patache da consegnarsi tra il 1635 e il 1640. Nel 1634 il Regno di Galizia firmo a sua volta un contratto con i fratelli Juan e Francisco de Quincoces per la costruzione degli 8 galeoni presso l'arsenale di Deusto. Si trattava di una Capitana da 600 tonnellate, una Almiranta da 550 tonnellate, sei galeoni da 400 tonnellate e una patache. I primi 4 galeoni vennero consegnati nell'agosto 1636 e gli ultimi 4 nell'agosto 1637.
Il galeone Nuestra Señora de la Visitación fu impostato presso il cantiere navale di Pasaia, su ordine del Regno di Galizia. Esso aveva un dislocamento di 615 tonnellate, era lungo 61 cubiti (51,25 alla chiglia), 15 di larghezza e 10 di pescaggio, ed armato con 40 cannoni. Entrato in servizio fu catturato nel luglio 1638 presso il cantiere navale di Pasaia dalla squadra navale francese al comando di Henri d'Escoubleau de Sourdis, arcivescovo di Bordeaux. Rinominato Oquendo dalla Marine royale, nel 1640 fu assegnato alla squadra navale del Mediterraneo di base a Tolone. Era armato con 38 cannoni e aveva un equipaggio di 240 persone, e stazzava 600 tonnellate francesi. Rimase in porto fino al 1650 quando fu incendiato dagli inglesi.